# Джермейния (тауншип, Миннесота)
Джермейния (англ. Germania) — тауншип в округе Тодд, Миннесота, США. На 2000 год его население составило 474 человека.

## География
По данным Бюро переписи населения США площадь тауншипа составляет 94,3 км², из которых 94,3 км² занимает суша, водоёмов нет.

## Демография
По данным переписи населения 2000 года здесь находились 474 человека, 134 домохозяйства и 116 семей.  Плотность населения —  5,0 чел./км².  На территории тауншипа расположена 151 постройка со средней плотностью 1,6 построек на один квадратный километр. Расовый состав населения: 98,73 % белых, 0,21 % афроамериканцев, 0,42 % коренных американцев, 0,21 % азиатов и 0,42 % приходится на две или более других рас. Испанцы или латиноамериканцы любой расы составляли 1,69 % от популяции тауншипа.
Из 134 домохозяйств в 44,8 % воспитывались дети до 18 лет, в 86,6 % проживали супружеские пары и в 13,4 % домохозяйств проживали несемейные люди. 11,9 % домохозяйств состояли из одного человека, при том 6,0 % из — одиноких пожилых людей старше 65 лет. Средний размер домохозяйства — 3,54, а семьи — 3,82 человека.
37,8 % населения — младше 18 лет, 8,0 % — в возрасте от 18 до 24 лет, 21,9 % — от 25 до 44, 21,7 % — от 45 до 64, и 10,5 % — старше 65 лет. Средний возраст — 30 лет. На каждые 100 женщин приходилось 100,8 мужчин.  На каждые 100 женщин старше 18 приходилось 110,7 мужчин.
Средний годовой доход домохозяйства составлял 35 227 долларов, а средний годовой доход семьи —  37 250 долларов. Средний доход мужчин —  29 500  долларов, в то время как у женщин — 19 500. Доход на душу населения составил 10 133 доллара. За чертой бедности находились 14,0 % семей и 18,4 % всего населения тауншипа, из которых 22,7 % младше 18 и 18,2 % старше 65 лет.